# Срби муслимани
Срби муслимани су припадници српског народа исламске вјероисповијести.
Као специфична етнорелигијска заједница у оквиру српског народа, одликују се неговањем српских народних и исламских верских традиција. Почели су да настају крајем 14. века, када је међу Србима хришћанима дошло до првих појава појединачног прелажења у ислам. Процес исламизације је добио на замаху током 15. века, упоредо са ширењем турске власти над српским земљама, а настављен је и током наредних векова, попримивши знатне размере у појединим областима. Међу истакнутим Србима-муслиманима из тог раздобља посебно се истичу поједини припадници српског племства који су примили ислам и потом стекли високе положаје у Османском царству, као што су Ахмед-паша Херцеговић и Скендер-бег Црнојевић. Најпознатија личност у историји Срба-муслимана био је велики везир Мехмед-паша Соколовић. Примањем ислама уз специфично задржавање појединих српских народних традиција, већина Срба-муслимана је током раздобља османске власти успела да очува своју етничку и културну посебност у односу на владајуће Турке и суседне Албанце.
Почевши од 19. века, када је дошло до успона националних покрета, међу муслиманима српског порекла у појединим областима почела су да се јављају нека специфична схватања о појединим идентитетским категоријама, што је довело до појаве првих замисли о етнификацији локалних, односно регионалних идентитета. Та појава је након 1878. године била вештачки подстакнута од стране аустроугарске окупационе управе у Босни и Херцеговини, која је активно радила на сузбијању националне свести међу тамошњим Србима-муслиманима у циљу стварања посебне „босанске” или „бошњачке” нације. Иако је тај пројекат након пропасти Аустроугарске (1918) изгубио званичну потпору, државне власти новостворене Краљевине Југославије су својом новопрокламованом идеологијом интегралног југословенства створиле простор за даљу диференцијацију „југословенских” муслимана у односу на српски национални корпус, за шта се активно залагао знатан део руководства тадашње Југословенске муслиманске организације (ЈМО).
Слична политика је настављена и након стварања нове, социјалистичке Југославије, која је у раздобљу од 1961. до 1971. године спровела процес озваничења посебне муслиманске нације. Након распада Југославије (1991—1992), појавила се замисао о трансформацији југословенских Муслимана у „Бошњаке”. Та замисао је током 1993. и 1994. године озваничена у новоствореној „Републици Босни и Херцеговини”, чиме је покренут процес бошњакизације, који се потом проширио и на друге државе. Упркос свим овим настојањима, значајан део Срба-муслимана успео је да очува свест о својој припадности српском народу.

## Употреба термина
Термин Срби-муслимани има неколико специфичних значења:
- У историјским и компаративним религијским студијама користи се за означавање муслимана српског поријекла.
- Коришћен је као национална одредница (Срби-мухамеданци, Срби-муслимани) у бившој Југославији.
- Кориштен је у историјским студијама за идентификовање Османлија српског поријекла.
- Кориштен је за муслиманско становништво у Санџаку (Рашка област) у Србији.[6]
- Српски националисти га користе за све словенске муслимане из Босне и Херцеговине (данашњи Бошњаци), Санџака (данашњи Бошњаци и Муслимани) и Косова и Метохије (Бошњаци, Муслимани и Горанци).

## Историја
С обзиром да су Срби били, и даље су, претежно православни хришћани, њихов први историјски значајан сусрет са исламом десио се у другој половини 14. вијека и обиљежен је османском инвазијом на српске земље (почевши од 1371. године, а завршивши се почетком 16. вијека). Тај период је обиљежен првим таласом исламизације Срба: у неким областима, значајна мањина је напустила хришћанство и прешла у ислам, вољно или по потреби, под утицајем османских власти. Најзначајнији Срби муслимани су велики везири Османског царства Ахмед-паша Херцеговић, Мехмед-паша Соколовић, Сулејман-паша Мурветовић и покрајински намесници Скендер-бег Црнојевић и многи други, а у новијој историји Омер-паша Латас.
Крајем 19. и почетком 20. века, јавља се низ књижевних стваралаца међу Србима-муслиманима, првенствено у областима Босне и Херцеговине. Њихово национално усмерење је дошло до посебног изражаја након аустроугарске Анексије Босне и Херцеговине (1908). Најснажнији покрет међу Србима-муслиманима који су „истакли нацију испред вере” јавио се у Сарајеву и Мостару. У својим књижевним делима, српску националну припадност су између осталих истицали Осман Ђикић и Смаил-ага Ћемаловић. У исто време, Срби-муслимани се укључују у покрет за ослобођење српског народа од турске власти, а међу њима се посебно истакао Хасан Ребац, који је као српски комита деловао у Старој Србији.

Хеј, Србин сам, српско име

Над све ми је драго, мило,

Ислам ми је вјера света

Ал ми она ништ’ не смета

Да ми куца српско било.

Строфа из песме Исповјед Османа Ђикића

### Гајрет
Гајрет, од 1929. године познато и као Српско муслиманско просвјетно-културно друштво, било је културно друштво основано 1903. године које је промовисало српски идентитет међу словенским муслиманима у Аустроугарској (данашњој Босни и Херцеговини). Организација је сматрала да су Муслимани Срби који немају националну свијест. Виђење да су Муслимани Срби је вјероватно најстарија од три етничке теорије међу самим босанским муслиманима. Друштво је забрањено у фашистичкој Независној Држави Хрватској за вријеме Другог свјетског рата. Неки чланови су се придружили или сарађивали са југословенским партизанима, док су се остали придружили четницима.

### Први свјетски рат
Муслимани су се придружили српској војсци током Првог свјетског рата. Већином су то били муслимани који су имали српски идентитет, изјашњавајући се као Срби. За време балканских ратова јавља се као српски комита филозоф Хасан Ребац, родом из Мостара. Неки од значајних војника били су Авдо Хасанбеговић, Шукрија Куртовић, Ибрахим Хаџимеровић, Фехим Мусакадић, Хамид Кукић, који су се борили као српски официри добровољци на Солунском фронту. Међу најактивнијим муслиманима који су били ангажовани у југословенској пропаганди на аустроугарске заробљенике исламске вјероисповијести били су А. Хасанбеговић, Азис Сарић, Ф. Мусакадић, Алија Џемиџић, Р. Куртагић, Асим Шеремета, Хамид Кукић и Ибрахим Хаџиомеровић.

### Краљевина СХС/Југославија
Након стварања Краљевине Срба, Хрвата и Словенаца (1918), готово сав српски народ се коначно нашао у границама јединствене државе, чиме су створени предуслови за слободну афирмацију свих делова српског народа, укључујући Србе-муслимане и Србе-католике. Међутим, приликом припрема за вршење првог пописа становништва, државне власти су одустале од пописивања етничке припадности. Током пописа који је спроведен 1921. године, прикупљени су само подаци о верској припадности и матерњем језику, с тим што је језик Срба и Хрвата третиран као јединствена категорија, чиме је онемогућено да се накнадним укрштањем података из поменутих категорија дође до јасне слике о бројности и територијалној заступљености поменутих народа и њихових верских подгрупа. Слична методологија је примењена и приликом пописа који је спроведен 1931. године, тако да се ни након тог пописа није могла утврдити тачна бројност Срба-муслимана и Срба-католика. Услед непостојања пописних података о етничкој припадности становништва Краљевине СХС/Југославије, резултати оба пописа су постали предмет различитих тумачења и бројних политичких спорова у домаћој и страној јавности.
Додатну потешкоћу за српски народ у целини, а самим тим и за Србе-муслимане и Србе-католике, представљала је идеологија интегралног југословенства, која је од стране државних власти промовисана у циљу стварања јединственог „југословенског” народа, уз истовремено свођење српског, хрватског и словеначког народа на степен обичних „племена”. Таква политика је посебно погодовала првацима Југословенске муслиманске организације (ЈМО), који су у политичком животу иступали као представници оног дела становништва који је био словенског порекла и муслиманске вероисповести. Истичући „југословенство” наспрам српства и хрватства, поједини прваци ЈМО су активно радили на стварању привида о етнорелигијској посебности тог дела становништва у односу на Србе и Хрвате. Иако је део српске политичке елите указивао на поменути проблем, државне власти су наставиле да воде политику „интегралног југословенства” која је првацима ЈМО омогућавала да се све више удаљавају од српства и хрватства.
Иако је у раздобљу од 1918. до 1941. године живео у јединственој и слободној држави, српски народ се током тог периода суочио са новим изазовима (идеологија „интегралног” југословенства) који су успоравали и спутавали његов национални развој, што се веома негативно одразило на Србе-муслимане и Србе-католике, чији су интереси неретко били занемаривани од стране државних власти ради виших „југословенских” интереса. Таква неодговорна политика није остала без последица, које су у пуном обиму постале видљиве тек током наредних периода.

### Други свјетски рат
Након избијања Другог светског рата у Југославији (1941) дошло је до тешког нарушавања међуетничких и међуверских односа, што је на многим подручјима довело до дубоких подела, међусобних сукоба и бројих злочина. На подручју Босне и Херцеговине, дошло је до успона Народноослободилачког покрета Југославије (НОП) на челу са Комунистичком партијом Југославије (КПЈ). Под окриљем НОП и КПЈ, створено је Земаљско антифашистичко вијеће народног ослобођења Босне и Херцеговине (1943) које је прокламовало равноправност „три народа” у Босни и Херцеговини: Срба, Хрвата и „Муслимана” (као посебне народности, са великим „М”). Тиме је био учињен први корак ка „револуционарном” прокламовању нове јужнословенске народности. Међутим, та замисао није наишла на опште одобравање у редовима НОП и КПЈ, тако да Антифашистичко веће народног ослобођења Југославије (1943) није приступило озваничењу поменуте „нације”, а читаво то питање је из политичких разлога одложено за послератна времена.
На другој страни, неколицина муслимана из Босне и Херцеговине се током Другог свјетског рата у Југославији придружила четницима. Они су заговарали српски етнички идентитет међу муслиманима. Најзначајнији од њих је Исмет Поповац, који је командовао Муслиманском војном народном организацијом. Резолуција МВНО тврди да су „Муслимани саставио дио Српства”. Ветеран Првог свјетског рата Фехим Мусакадић се такође придружио четницима.

### ФНР/СФР Југославија
Приликом стварања ФНРЈ (1945), нова власт се у склопу решавања националног питања определила за признавање пет конститутивних народа: Срба, Хрвата, Словенаца, Македонаца и Црногораца. У то време нису предузимани даљи кораци ка националној фрагментацији. Међутим, већ током наредних година, у појединим круговима су почеле да се јављају другачије замисли, засноване на тези о етнокултуралној и етнорелигијској посебности оног дела словенског становништва Југославије који је био муслиманске вероисповести. Уочи првог послератног пописа становништва (1948), државне власти су приликом усаглашавања основних критеријума за прикупљање података о етничкој припадности одлучиле да се пописивање словенског становништва муслиманске вероисповести обави путем посебних етнорелигијских категорија, као што су: Срби-муслимани, Хрвати-муслимани и неопредељени-муслимани. Такве категорије су биле методолошки непотребне, пошто се до података о томе колико припадника неког народа следи одређену вероисповест могло доћи на уобичајени начин, путем накнадног укрштања података прикупљених по класичним етничким и религијским пописним категоријама. Међутим, приликом спровођења пописа се показало да је категорија „неопредељени-муслимани” послужила као средство за стварање привида о свесном неопредељивању великог дела словенског становништва муслиманске вероисповести за српски или хрватски национални корпус. Наиме, од укупно 1.036.124 становника Југославије који су били пописани као муслимани словенског порекла, чак њих 808,921 (односно 78,1%) сврстано је у категорију „неопредељени-муслимани”, чиме је створен привид да тај део становништва није желео да се изјасни у смислу припадности било којем од пет званично признатих конститутивних народа Југославије.
Упркос манипулацијама са категоријом „неопредељени-муслимани”, део муслиманског становништва је наставио да исказује своју припадност српском народу. Према резултатима пописа становништва из 1948. године, на подручју тадашње ФНРЈ је било пописано 161,036 становника који су се изричито изјаснили као Срби-муслимани, од чега је највећи део живео у НР Србији (87,637) и НР Босни и Херцеговини (71,991).
Неки истакнути босанскохерцеговачки муслимани су се отворени изјашњавали као Срби, као што је писац Меша Селимовић.

### Југословенски ратови
Током раних преговора о подјели Босне и Херцеговине, Ејуп Ганић је изнио опажање да су Муслимани „исламизовани Срби” и требало би да се придруже српској страни, у вријеме када је Странка демократске акције нагињала на српску страну и настављала борбу са Хрватима.
Српски националисти обично босанске муслимане сматрају Србима који су напустили своју вјеру.

### Удружење Срба муслиманске вероисповести
Удружење Срба муслиманске вероисповести је невладина организација из Лознице основана 2015. године чији је циљ да окупља и едукује што више грађана Србије који се декларишу као Срби муслиманске вероисповести, као и да шири историјске чињенице о овој популацији.
Оснивач и председник овог удружења је бивши народни посланик и члан Српске радикалне странке, Сулејман Спахо, а удружење тренутно броји око 200 чланова.

## Пописи становништва
| 1948 | 161.036                                   | 87.637                                    | 713                                       | 71.991                                    | 353                                       | 274                                       | 68                                        |
| 1953 | 56.871                                    | 20.879                                    | 264                                       | 35.228                                    | 165                                       | 237                                       | 98                                        |
| 1961 | попис није садржао питање о вероисповести | попис није садржао питање о вероисповести | попис није садржао питање о вероисповести | попис није садржао питање о вероисповести | попис није садржао питање о вероисповести | попис није садржао питање о вероисповести | попис није садржао питање о вероисповести |
| 1971 | попис није садржао питање о вероисповести | попис није садржао питање о вероисповести | попис није садржао питање о вероисповести | попис није садржао питање о вероисповести | попис није садржао питање о вероисповести | попис није садржао питање о вероисповести | попис није садржао питање о вероисповести |
| 1981 | попис није садржао питање о вероисповести | попис није садржао питање о вероисповести | попис није садржао питање о вероисповести | попис није садржао питање о вероисповести | попис није садржао питање о вероисповести | попис није садржао питање о вероисповести | попис није садржао питање о вероисповести |
| 1991 | ?                                         | 536                                       | ?                                         | ?                                         | ?                                         | ?                                         | ?                                         |
| 20021 |                                           | 907                                       | 33                                        |                                           | ?                                         | ?                                         | 53                                        |
| 20112 | 2.882                                     | 2.686                                     | 78                                        | 94                                        |                                           | 24                                        |                                           |
| 1 Попис спроведен 2001. у Хрватској, 2002. у Македонији, Словенији, и Србији (тада била део СРЈ), а 2003. у Црној Гори (тада део СЦГ) 2 Попис спроведен 2013. у Босни и Херцеговини. У национално хомогеној Словенији од 2011. укинут класични попис |                                           |                                           |                                           |                                           |                                           |                                           |                                           |

Пописи у модерној Турској (1923—)
- У Републици Турској се на попису питање о етничкој припадности не поставља, те се језик традиционално узима као одлика етничке припадности. На попису 1965. године, последњем који је укључивао питање о језику, 6.599 је навело српски као свој матерњи језик (776 као једини језик), док је код још 58.802 пописаних српски језик други најбољи говорни језик.[41] Такође, није познато колико од ових говорника је исламске вероисповести, али вероватно значајан део обзиром да је попис те године показао да је у Турској било свега 0,8% не-муслимана.[42]

## Занимљивости
Муслимани четници су имали свој лист Исток.

## Истакнути Срби муслимани
- Али-паша Ризванбеговић (1783—1851), столачки капетан и херцеговачки везир[44]
- Мехмед Спахић (1855—1958), хоџа из Мостара и писац[45]
- Авдо Карабеговић (1878—1908), писац[46]
- Осман Ђикић (1879—1912), писац[46]
- Смаил-ага Ћемаловић (1884—1945), политичар и издавач[47]
- Абдуселам Џумхур (1885—1933), припадник Младе Босне,[48] имам Бајракли џамије у Београду (1920—23), главни војни имам Војске Краљевине СХС/Југославије (1923...)
- Мухамед Мехмедбашић (1886—1943), револуционар[49]
- Авдо Хасанбеговић (1888—1945), правник, политичар
- Мустафа Голубић (1889—1941), револуционар[50]
- Смајо Феровић (1874—1929), четник[51]
- Авдо Сумбул (1884—1915), члан Младе Босне, уредник Гајрета, национални радник
- Хасан Ребац (1890—1953), филозоф, публициста, политичар
- Шукрија Куртовић (1890—1973), публициста и писац
- Исмет Поповац (—1943), четник из Другог свјетског рата
- Фехим Мусакадић (1891—1943), српски војник из Првог и четник из Другог свјетског рата
- Мустафа Мулалић (1898—1983), политичар и публициста
- Мустафа Пашић (—1944), правник и припадник четничког покрета
- Алија Коњхоџић (1899—1984), четник из Другог свјетског рата и писац
- Бахрија Нури-Хаџић (1904—1993), оперска певачица[52]
- Скендер Куленовић (1910—1978), књижевник[53]
- Меша Селимовић (1910—1982), књижевник
- Зуко Џумхур (1921—1989), сликар и карикатуриста[54]
- Исо Калач (1938—1998), писац и новинар[55][56]
- Салих Селимовић (1944—), историчар, професор и публициста[57]
- Сулејман Спахо (1949—), политичар и бивши народни посланик[58]
- Абдулах Нуман (1950—), муфтија србијански
- Смајо Шаботић (1954—2021), примаријус доктор, посланик у Скупштини Црне Горе и председник Странке пензионера, инвалида и социјалне правде Црне Горе[59]
- Мухарем Баздуљ (1977—), књижевник, преводилац и новинар
- Амар Мешић (1991—), глумац[60]